# Kreuzzeitung
O Neue Preußische Zeitung ("Novo Jornal Prussiano") foi um jornal alemão impresso em Berlim de 1848–1939. Foi conhecido como Kreuzzeitung ou Kreuz-Zeitung ("Jornal da Cruz") por que seu emblema era uma Cruz de Ferro (eisernes Kreuz).
O jornal foi fundado durante as revoluções de 1848 por Herrmann Wagener para agir como a voz dos conservadores prussianos , especialmente Leopold e Ernst Ludwig von Gerlach e Hans Hugo von Kleist-Retzow. O jornal se tornou a artéria principal das idéias do Partido Conservador Prussiano, e se opôs aos planos de Otto von Bismarck para a unificação da Alemanha durante os anos 1860 e 1870.
O Kreuzzeitung foi tomado pelo Partido Nazista em 29 de Agosto de 1937; sua última edição foi impressa em 31 de junho de 1939.